# Malo Črnelo
Malo Črnelo – wieś w Słowenii, w gminie Ivančna Gorica. W 2018 roku liczyła 51 mieszkańców.